# Amica Chips-Knauf
La Amica Chips-Knauf, nota in precedenza come Nippo-Endeka, era una squadra maschile sammarinese di ciclismo su strada, attiva tra i professionisti dal 2008 al 2009 con licenza prima di UCI Continental Team e poi di UCI Professional Continental Team.

## Storia
Attiva da inizio 2008 come formazione Continental con la denominazione "Nippo-Endeka", la squadra aveva affiliazione sammarinese, tramite la società TCS (Team Ciclistico Sammarinese), ed era diretta da Hiroshi Daimon e Simone Mori. In rosa vi erano sedici ciclisti, tra cui Simone Cadamuro, Devis Miorin ed Eddy Ratti. Proprio Ratti in stagione vinse la classifica finale dell'Istrian Spring Trophy in Croazia, il Gran Premio Industria e Artigianato a Larciano e una tappa al Brixia Tour.
Nel 2009 la squadra assunse licenza Professional Continental e la denominazione "Amica Chips-Knauf" grazie all'impegno di nuovi sponsor (Amica Chips, Knauf e l'Aeronautica Militare Italiana). L'organico venne rivoluzionato e ampliato a 22 unità, con l'arrivo tra gli altri di Giuseppe Martinelli in ammiraglia dell'ex iridato Igor Astarloa e di Santo Anzà, Leonardo Bertagnolli, Grega Bole, Simon Clarke e Branislaŭ Samojlaŭ in rosa. Dopo i successi di Bole al Gran Premio Nobili Rubinetterie e in una tappa della Vuelta a Asturias, nel maggio 2009 l'Unione Ciclistica Internazionale sospese la squadra a tempo indeterminato per motivi economici. I dirigenti avevano rifiutato nei mesi precedenti anche di aderire al Passaporto Biologico, perdendo di fatto la possibilità di partecipare alle classiche ed al Giro d'Italia.
Il 17 luglio, il co-sponsor Aeronautica Militare Italiana si ritirò dalla società. La squadra venne sciolta definitivamente già nell'agosto 2009, dopo meno di due stagioni di attività.

## Cronistoria

### Annuario
| Anno | Codice | Nome              | Cat. | Biciclette | Dirigenza |
| ---- | ------ | ----------------- | ---- | ---------- | --- |
| 2008 | NEP    | Nippo-Endeka      | CT   | Colnago    | Manager: Massimo Piva Dir. sportivi: Hiroshi Daimon, Fabrizio Guidi, Simone Mori, Fabrizio Fabbri                                                   |
| 2009 | AMI    | Amica Chips-Knauf | PCT  | Fondriest  | Manager: Simone Mori (fino a marzo), Matteo Signorino (da marzo) Dir. sportivi: Guido Bontempi, Fabrizio Fabbri, Giuseppe Martinelli, Antonio Cibei |

### Classifiche UCI
| Anno | Classifica  | Pos. | Migliore cl. individuale |
| ---- | ----------- | ---- | ------------------------ |
| 2008 | Europe Tour | 38º  | Eddy Ratti (9º)          |
| 2009 | Europe Tour | 104º | Simone Cadamuro (656º)   |

## Palmarès

### Grandi Giri
- Giro d'Italia

Partecipazioni: 0
- Tour de France

Partecipazioni: 0
- Vuelta a España

Partecipazioni: 0